# エヴァートンFC
エヴァートン・フットボール・クラブ（Everton Football Club、イギリス英語発音: [ˈevətən ˈfutˌbɔːl klʌb]）は、イングランド・マージーサイド州・リヴァプールをホームタウンとするサッカークラブ。

## 概要
1980年代までは9度のリーグ制覇を含め、数多くのタイトルを獲得したイングランドフットボール界を代表する古豪クラブであったが、1992年のプレミアリーグ発足以降は概ね中堅の地位に甘んじている。
チーム名のエヴァートンはリヴァプールの一地域のこと。愛称の「トフィーズ（The Toffees）」は、エヴァートン地区で作られるエヴァートン・ミント（ミント・トフィー）と呼ばれるキャンディのようなお菓子がグディソン・パークで無料配布されていたことに由来する。

## 歴史

### 創設と初期の栄光

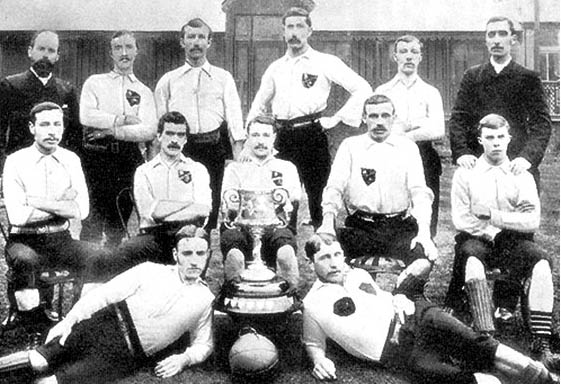
1887年のエヴァートンFC

1878年、セント・ドミンゴスクールのサッカークラブとして設立された。実力が上がるのと共に域外からの選手獲得も行われるようになり、1879年により広義な名称である「エヴァートンFC」に改称された。1888年に始まった世界最古のサッカーリーグ、フットボールリーグに最初から参加した12クラブの一つである。
1891年にリーグ優勝を達成するとその後も安定した強さを誇るが、タイトルにはなかなか届かず1906年のFAカップ優勝が2度目のタイトルとなった。1914年に2度目のリーグ優勝を果たし、チームが上向いてきたところで第一次世界大戦によるリーグ休止に見舞われる。
リーグ再開後は中位に留まったが、1925年にディキシー・ディーンが加入すると黄金期に突入。1928年と32年にリーグ優勝・33年にFAカップ制覇と多くのタイトルを獲得したが、1939年のリーグ優勝後に今度は第二次世界大戦の影響でリーグ休止に見舞われた。

### 大戦後・2度の黄金期
1946年にリーグが再開すると一時低迷し1950年に2部降格の憂き目に合うも、1953年に1部に復帰すると、以降はトップリーグに所属し続けることになる。そして1961年にハリー・カタリックが監督に就任すると、1970年までにイングランドのクラブとして初めて5年連続で欧州大会への出場権を獲得(1963-67)し、2度のリーグ優勝と1度のFAカップ制覇を果たすなど、クラブは2度目の黄金期を迎えた。
3度目の黄金期は1981年に監督の座についたハワード・ケンドールの下で迎えた。1984年にFAカップを制して久々にタイトルを獲得すると、翌85年には15年ぶりのリーグ優勝を果たすだけでなくUEFAカップウィナーズカップでも優勝して欧州タイトルも獲得、FAカップも準優勝と、三冠まであと一歩のところまで迫った。86年は3つの国内タイトル全てでリヴァプールに優勝を許しての準優勝に終わるが、87年にはリーグタイトルを奪還するなど欧州随一の強さを誇った。しかし、86年以降はヘイゼルの悲劇による出場停止措置のため、欧州の大会に出場することはできなかった。

### プレミアリーグ創設後
1992年にプレミアリーグが創設されると、クラブは創設初年度に参加する22クラブのうちの1つに選ばれた。しかし、初年度は13位、以降も2桁順位が定位置になり、カップ戦も1995年にFAカップを制した以外は準決勝にすら進めなくなるなど中堅の位置に甘んじてしまった。

#### モイーズ政権
2002-03シーズン、開幕前にデイヴィッド・モイーズが監督に就任。この年はウェイン・ルーニーのデビュー・新人王獲得などもあって調子良く進み、終盤まで欧州カップ戦の出場権を争い、1996年の6位に次ぐ高順位となる7位と躍進。モイーズはリーグ年間最優秀監督に選ばれ、長期政権を築き上げることになる。
2003-04シーズンは、サンダーランドからケヴィン・キルバーン、ジェームズ・マクファデンをマザーウェル、ナイジェル・マーティンをリーズ・ユナイテッドから獲得し、フランシス・ジェファーズをアーセナルからレンタル移籍で加えた。しかし、ダンカン・ファーガソンや昨シーズンブレイクしたルーニーがモイーズと対立するなど内紛が発生してチームがまとまらず、成績も低迷。結局クラブ史上最低の勝点39で17位でシーズンを終え、降格を免れただけで終わってしまったシーズンとなった。
2004-05シーズン、モイーズは監督に留任し、3年目の指揮を執る。ティム・ケーヒル、マーカス・ベントを獲得。冬にはクラブ記録となる移籍金でジェームズ・ビーティーを獲得し、ミケル・アルテタをレンタルで獲得した。その一方で、トマシュ・ラジンスキ、トビアス・リンデロート、デイヴィッド・アンスワースといった功労者のほか、昨シーズンモイーズと対立したルーニーもクラブを去り、中心選手であったトーマス・グラヴェセンも冬に放出。昨シーズンの惨状や、そこから大幅な戦力ダウンとなったことなどから下馬評は低かったが、チームは予想に反して快進撃を見せ、リーグ創設後最高順位となる4位でシーズンを終え、翌シーズンのチャンピオンズリーグ出場権を獲得した。監督モイーズは2度目のリーグ年間最優秀監督に選ばれた。
2005-06シーズンは、ヌーノ・ヴァレンテ、アンディ・ファン・デル・メイデ、サイモン・デイヴィス、フィリップ・ネヴィルを獲得、マッテオ・フェラーリをレンタル、ミケル・アルテタのレンタルを延長するなど大型補強を行ったが、チャンピオンズリーグは予備予選で敗れ、UEFAカップは一回戦で敗れるなど、欧州では結果を残すことができなかった。リーグでも10月には最下位に沈むなどの低迷をしたが、その後は持ち直し11位でシーズンを終えた。
2006-07シーズンには、再びクラブ記録となる移籍金860万ポンドでアンディ・ジョンソン、ジョリオン・レスコットをウルヴァーハンプトンから獲得し、ティム・ハワードをレンタルで加えた。シーズン当初は低迷したがFAカップ3回戦でブラックバーンに1-4で敗れたのを契機にチームが改善されて持ち直し、6位でシーズンを終え、UEFAカップの出場権を獲得した。レスコットはクラブの年間最優秀選手に選ばれるなど、新戦力が尽くチームにフィットしたシーズンでもあった。
モイーズ体制6年目の2007-08シーズン、ヤクブを1125万ポンド、スティーヴン・ピーナールをレンタルの後に205万ポンド、フィル・ジャギエルカを400万ポンド、レイトン・ベインズを活躍に応じて最大で600万ポンドとなる移籍金で獲得。昨シーズンから継続して安定したパフォーマンスを披露し、5位でフィニッシュ。リーグ創設後初めて、2年連続1桁順位でのフィニッシュとなった。またリーグカップで準決勝に進出し、13年ぶりに国内カップ戦でベスト4に残った。UEFAカップはラウンド16でフィオレンティーナの前に屈したが、来季以降も希望の持てる結果を出したシーズンとなった。
2008-09シーズンはまず、アシスタントコーチにスティーヴ・ラウンドを招聘、ラルス・ヤコブセン、セグンド・カスティージョ、ルイ・サハを獲得。さらに移籍期間の最終日にカルロ・ナッシュがフリーで加入し、クラブ記録となる1500万ポンドの移籍金でマルアン・フェライニを獲得した。また、冬の移籍期間の最終日にブラジル代表のジョーをレンタルで獲得した。この年も安定したパフォーマンスを披露し、昨年同様5位で終了、新たに始まるヨーロッパリーグの出場権を獲得した。この年が最後となるUEFAカップでは1回戦敗退となったが、FAカップで1995年以来となる決勝進出。決勝ではチェルシーに1-2で敗れ、準優勝に終わった。シーズン途中に監督のモイーズと契約を5年延長した。
2009-10シーズンは移籍市場での動きが少なく、昨シーズンからの継続路線を明確にした。リーグ戦は昨シーズンより1試合勝利が少なく、1試合引き分けが多いだけとほぼ変わらない成績を残したが、順位は8位に落としてしまい欧州大会への出場権を得られなかった。ELはラウンド32でスポルディングCPに2戦合計2-4で敗戦。カップ戦はともに4回戦で姿を消した。
2010-11シーズン、リーグ戦は負け数がモイーズ体制で2番目に少ない10と粘り強く戦ったが、引き分けが多く勝ち数もモイーズ体制で2番目に少ない13となってしまい勝点を伸ばせず7位に終わってしまった。カップ戦も準々決勝にすら残れず、2年連続で欧州大会に出場できなくなった。
2011-12シーズン、モイーズ体制は10年目を迎え、リーグ指揮400試合・リーグ150勝といった大台に乗るもののリーグの強豪「ビッグ6」になかなか割って入ることができず7位に終わった。
2012-13シーズンもリーグでは「ビッグ6」の牙城を崩すには至らず、6位で終了した。シーズン終了後、モイーズはアレックス・ファーガソンの後任としてマンチェスター・ユナイテッドを指揮することを希望し、監督を辞任。こうして、11年続いたモイーズ体制に終止符を打つこととなった。後任にはウィガン・アスレティックFCを率いていたロベルト・マルティネスが就任した。

#### 2010年代
2013-14シーズン。序盤はここ最近と同様に中位に甘んじていたが、冬にレンタルで加入したロメル・ルカクが後半戦だけで15ゴールと大暴れ。これに引っ張られて成績を伸ばし、リーグ創設後クラブ史上最多となる21勝を挙げ、勝ち点もクラブ記録の72に伸ばし、5位に食い込んで5年ぶりとなるEL出場権を獲得した。
2014-15シーズンは完全移籍に切り替わったルカクがエースとしての地位を確立するも、一転して成績が伸び悩み、12勝11分15敗の勝点47の11位に終わってしまった。勝ち点が50を下回るのは11年ぶり、2桁順位は9年ぶり、得失点差もマイナス(48得点50失点)で、これも9年ぶりとなる。ELはラウンド16でディナモ・キエフの前に敗れ、カップ戦は17年ぶりに4回戦にも進めないという体たらくで、収穫の少ないシーズンとなった。
マルティネス体制3年目となる2015-16シーズンも11勝14分13敗で勝ち点は昨年から伸ばせず47、順位も上がらず再び11位。カップ戦は2つとも準決勝まで進んだが、決勝には進めず。シーズン終了後にマルティネスは退任した。
2016-17シーズンは新監督にロナルド・クーマンが就任。失点を昨シーズンの55から44に減らし、得点もエースのルカクが24得点で得点ランキング2位につけるなど、クラブ史上2番目に多い62を記録。昨シーズンから全体的に復調し7位につけて、出場権が与えられる順位が下がったこともありEL出場の資格を得た。
2017-18シーズンは、エースであるロメル・ルカクがマンチェスター・ユナイテッドに移籍したことを受け大型補強を敢行。13年ぶりにウェイン・ルーニーが復帰し、他にもデイヴィ・クラーセン、マイケル・キーン、ジョーダン・ピックフォード、サンドロ・ラミレスらを獲得した。しかしアシュリー・ウィリアムズや移籍してきたキーン、左サイドバックの不足から、本職でないポジションでプレーさせられたクコ・マルティナをはじめとするディフェンス陣やシグルズソン、シュネデルランの不調、プレミアリーグ初挑戦となるサンドロやクラーセンがイングランドのサッカーに順応出来なかったことに加え得点力不足に悩んだ。結果リーグ戦及びUEFAヨーロッパリーグでは成績が振るわず、プレミアリーグ第9節終了後、ロナルド・クーマン監督を解任、デイヴィッド・アンスワース暫定監督を経て、残留請負人と名高いサム・アラダイス監督を招聘した。冬の移籍期間でベジクタシュからジェンク・トスンを、アーセナルからセオ・ウォルコットを獲得し、彼らの活躍もあって最終的に8位でリーグ戦を終えたが、あくまで “残留” を目標とするアラダイス監督は、強豪チーム相手に勝ちにいかず、引き分けを狙う守備的な戦術に徹したり、若手起用に消極的だった。それが故に、ファンのみならず選手からも不満の念を抱かれてしまい（アデモラ・ルックマンがRBライプツィヒにレンタル移籍した等）、シーズン終了後に解任された。また補強選手の多くが活躍できなかったこともあり、フットボールディレクターのスティーブ・ウォルシュも共に解任された。
2018-19シーズンは前シーズンからの立て直しを図り、マルコ・シウバ新監督を筆頭に、フットボールディレクターにPSVで様々な有力選手を発掘してきたマルセル・ブランズを据え、短期的ではなく長期的な視野でチーム力を上げることを目標に若手選手を中心にチームの補強ポイントを的確に補強していった。このような方針からワトフォードからリシャルリソン、バルセロナからリュカ・ディニュ、ジェリー・ミナ、レンタルでアンドレ・ゴメス、シャフタール・ドネツクからベルナルジ、チェルシーからレンタルでクル・ズマを獲得。第6節まではたった1勝とシウバ監督の戦術が中々浸透しなかったものの、徐々に監督の哲学が浸透していくとチームの調子も上向いていった。最終的には昨年と同じ8位だったが、補強した選手のほぼ全員が好パフォーマンスを見せ、先発に定着。また既存選手も好調で、結果的にリシャルリソンはブラジル代表に初選出され、キーンはイングランド代表、ズマとディニュがフランス代表に復帰するなど選手が大きく成長を見せた1年となった。
2019-20シーズンの夏の移籍市場ではアレックス・イウォビやファビアン・デルフ、ジブリル・シディベを獲得。一方で12年在籍した主将のフィル・ジャギエルカやイドリッサ・ゲイェ、クル・ズマといった主力が退団した。前年とは打って変わって開幕から不調を極め、リーグ15節のマージーサイド・ダービーで2-5で惨敗して降格圏に転落したところでマルコ・シウバは解任となった。新監督にACミランやレアル・マドリードで数多くのタイトルを獲得してきたカルロ・アンチェロッティが招聘された。アンチェロッティはドミニク・キャルバート＝ルーウィンやトム・デイヴィスといった若手の抜擢・台頭でチームを立て直したものの、遅れを取り戻すには至らずここ15年では最悪となる12位に終わった。

#### 2020年代
2020-21シーズンの夏の移籍市場では、レアル・マドリードからハメス・ロドリゲス、SSCナポリからアランがアンチェロッティを追いかけて加入した。降格したワトフォードとノリッジ・シティからそれぞれアブドゥライェ・ドゥクレ、ベン・ゴッドフリーを獲得し、さらにローマからロビン・オルセンをレンタルで獲得した。優勝した1969-70シーズン以来となる開幕4連勝を達成。ドミニク・キャルバート＝ルーウィンが開幕5戦連続得点を記録しエースの地位を確立し、10月の間は首位を守るなど序盤は絶好調だったが、次第に調子を落とし、8位で前半戦を折り返す。後半戦も25年ぶりに敵地でのマージーサイド・ダービーに勝利するなどしたが、順位を上げることはなく、最終節で首位マンチェスター・シティFCに0-5で敗れて10位に転落しシーズンを終えた。
2021-22シーズン、アンチェロッティがレアル・マドリードの監督に復帰したことで、ラファエル・ベニテスが監督に就任した。リヴァプールを率いた経験もありこの就任劇には一部で反発が起きた。夏の移籍市場ではベニテスの愛弟子ともいえるサロモン・ロンドンをフリーで獲得。ボーンマスからアスミル・ベゴヴィッチ、クリスタル・パレスからアンドロス・タウンゼント、バイエル・レバークーゼンからデマレイ・グレイを獲得した。レアル時代にベニテスと確執が生じたハメスに関してはベニテスは一切チャンスを与えず、アル・ラーヤンに放出された。リーグ戦では開幕6試合で4勝1分1敗と例年通りの好スタートを切るもその後の13試合で1勝と例年通り失速し2022年1月16日にベニテスは解任された。後任にはダービー・カウンティで監督を務めているアカデミー出身のウェイン・ルーニーなどの名が挙がる中、1月31日にフランク・ランパードが就任した。冬の移籍市場ではアストン・ヴィラに移籍したリュカ・ディニュとのトレードの形でアンワル・エル・ガジ、所属クラブで燻るデレ・アリ、ドニー・ファン・デ・ベーク、レンジャーズからネイサン・パターソン、ディナモ・キエフからヴィタリー・ミコレンコを獲得した。その後もチームは好転せず第30節終了時点で降格圏に沈んでしまい、2015-16シーズンのアストン・ヴィラ以来のプレミア創設以来初降格の可能性が浮上した。残留の為絶対に勝ちたい5月20日に行われた第33節クリスタル・パレス戦では前半に2点取られるも後半にマイケル・キーンとリシャルリソンが試合を振り出しに戻し、キャルバート＝ルーウィンが逆転弾を決め劇的勝利で残留を決めた。
24-25年シーズン途中でショーンダイチ監督に変わり2000年代エバートンで一時代を築いたD.モイーズ監督が再就任、就任後の18試合を9勝6分3敗とし、リーグ13位で終える。最終節、難敵であり、CL権獲得の為に本気のニューカッスルのホームに乗り込んでの一戦でカルロス・アルカラスのヘディング弾で来季への期待に胸がふくらむ大きな勝利。
25-26年シーズンからは、ホームスタジアムを新スタジアムであるヒル・ディッキンソンスタジアムに移転しての最初のシーズン。プレミアの元祖曲者はどのようなシーズンを送るのか。

## エピソード
- クラブ創設時はアンフィールドが本拠地であったが、1892年に賃料が値上げされたため、グディソン・パークへ移転した。現在アンフィールドを本拠地とするリヴァプールFCとのマージーサイド・ダービーは白熱したものになっている。両チームの本拠スタジアムは直線距離にして500メートル程しか離れていない。2021年2月23日に新スタジアムの建設計画がリヴァプールの市議会で、1か月後の3月26日にはイギリス政府によりそれぞれ承認されることになった。新スタジアムはリヴァプールの北西部ブラムリー・ムーア・ドックに建設され、収容人数は5万2888人で2025-26シーズンの開場を予定している[2]。
- イギリス人映画監督のケン・ローチは、サッカーを扱った作品を2本撮っているが、そのうちの1本は労働者階級のエヴァートンのサポーターを描いたテレビ映画「ザ・ゴールデン・ビジョン」である。
- リヴァプール出身のビートルズのメンバーがエヴァートンファンであるか、リヴァプールファンであるかは謎とされ、（そもそもフットボールに関心があったのか、という点まで含めて）長年論争の的となってきた[3]。ただ、少なくともポール・マッカートニーは自身がエヴァートンのファンであることを言明している[4]。また、ビートルズ解散後に発表された青盤と赤盤は、それぞれエヴァートンとリヴァプールのチームカラーをモチーフとしている[5]。
- 日本企業のNECが85-95シーズンの10年間にわたり胸スポンサーを結んでいた。

## タイトル

### 国内タイトル
- フットボールリーグ：9回
  - 1890-91, 1914-15, 1927-28, 1931-32, 1938-39, 1962-63, 1969-70, 1984-85, 1986-87
- FAカップ：5回
  - 1905-06, 1932-33, 1965-66, 1983-84, 1994-95
- コミュニティーシールド：9回
  - 1928, 1932, 1963, 1970, 1984, 1985, 1986, 1987, 1995

### 国際タイトル
- UEFAカップウィナーズカップ：1回 
  - 1984-85

## 過去の成績
| シーズン | リーグ戦       | リーグ戦 | リーグ戦 | リーグ戦 | リーグ戦 | リーグ戦 | リーグ戦 | リーグ戦 | リーグ戦 | カップ戦     | リーグ杯     | 欧州カップ / その他      | 欧州カップ / その他 | 最多得点者                                | 最多得点者 |
| シーズン | ディビジョン   | 試       | 勝       | 分       | 敗       | 得       | 失       | 点       | 順位     | カップ戦     | リーグ杯     | 欧州カップ / その他      | 欧州カップ / その他 | 選手                                      | 得点数     |
| -------- | -------------- | -------- | -------- | -------- | -------- | -------- | -------- | -------- | -------- | ------------ | ------------ | ------------------------ | ------------------- | ----------------------------------------- | ---------- |
| 1992-93  | プレミアリーグ | 42       | 15       | 8        | 19       | 53       | 55       | 53       | 13位     | 3回戦敗退    | 4回戦敗退    | –                        | –                   | トニー・コッティ                          | 13         |
| 1993-94  | プレミアリーグ | 42       | 12       | 8        | 22       | 42       | 63       | 44       | 17位     | 3回戦敗退    | 4回戦敗退    | –                        | –                   | トニー・コッティ                          | 19         |
| 1994-95  | プレミアリーグ | 42       | 11       | 17       | 14       | 44       | 51       | 50       | 15位     | 優勝         | 2回戦敗退    | –                        | –                   | ポール・リドー                            | 16         |
| 1995-96  | プレミアリーグ | 38       | 17       | 10       | 11       | 64       | 44       | 61       | 6位      | 4回戦敗退    | 2回戦敗退    | –                        | –                   | アンドレイ・カンチェルスキス              | 16         |
| 1996-97  | プレミアリーグ | 38       | 10       | 12       | 16       | 44       | 57       | 42       | 15位     | 4回戦敗退    | 2回戦敗退    | –                        | –                   | ダンカン・ファーガソン ガリー・スピード   | 11         |
| 1997-98  | プレミアリーグ | 38       | 9        | 13       | 16       | 41       | 56       | 40       | 17位     | 3回戦敗退    | 3回戦敗退    | –                        | –                   | ダンカン・ファーガソン                    | 11         |
| 1998-99  | プレミアリーグ | 38       | 11       | 10       | 17       | 42       | 47       | 43       | 14位     | 準々決勝敗退 | 4回戦敗退    | –                        | –                   | ケビン・キャンベル                        | 9          |
| 1999-00  | プレミアリーグ | 38       | 12       | 14       | 12       | 59       | 49       | 50       | 13位     | 準々決勝敗退 | 2回戦敗退    | –                        | –                   | ケビン・キャンベル                        | 12         |
| 2000-01  | プレミアリーグ | 38       | 11       | 9        | 18       | 45       | 59       | 42       | 16位     | 4回戦敗退    | 2回戦敗退    | –                        | –                   | ケビン・キャンベル                        | 10         |
| 2001-02  | プレミアリーグ | 38       | 11       | 10       | 17       | 45       | 57       | 43       | 15位     | 準々決勝敗退 | 2回戦敗退    | –                        | –                   | ダンカン・ファーガソン                    | 8          |
| 2002-03  | プレミアリーグ | 38       | 17       | 8        | 13       | 48       | 49       | 59       | 7位      | 3回戦敗退    | 4回戦敗退    | –                        | –                   | ケビン・キャンベル                        | 12         |
| 2003-04  | プレミアリーグ | 38       | 9        | 12       | 17       | 45       | 57       | 39       | 17位     | 4回戦敗退    | 4回戦敗退    | –                        | –                   | ウェイン・ルーニー ダンカン・ファーガソン | 9          |
| 2004-05  | プレミアリーグ | 38       | 18       | 7        | 13       | 45       | 46       | 61       | 4位      | 5回戦敗退    | 4回戦敗退    | –                        | –                   | ティム・ケーヒル                          | 12         |
| 2005-06  | プレミアリーグ | 38       | 14       | 8        | 16       | 34       | 49       | 50       | 11位     | 4回戦敗退    | 3回戦敗退    | UEFAチャンピオンズリーグ | 予選3回戦敗退       | ジェームズ・ビーティー                    | 11         |
| 2005-06  | プレミアリーグ | 38       | 14       | 8        | 16       | 34       | 49       | 50       | 11位     | 4回戦敗退    | 3回戦敗退    | UEFAカップ               | 1回戦敗退           | ジェームズ・ビーティー                    | 11         |
| 2006-07  | プレミアリーグ | 38       | 15       | 13       | 10       | 52       | 36       | 58       | 6位      | 3回戦敗退    | 4回戦敗退    | –                        | –                   | アンディ・ジョンソン                      | 12         |
| 2007-08  | プレミアリーグ | 38       | 19       | 8        | 11       | 55       | 33       | 65       | 5位      | 3回戦敗退    | 準決勝敗退   | UEFAカップ               | ベスト16            | ヤクブ・アイェグベニ                      | 21         |
| 2008-09  | プレミアリーグ | 38       | 17       | 12       | 9        | 55       | 37       | 63       | 5位      | 準優勝       | 3回戦敗退    | –                        | –                   | ティム・ケーヒル マルアン・フェライニ     | 9          |
| 2009-10  | プレミアリーグ | 38       | 16       | 13       | 9        | 60       | 49       | 61       | 8位      | 4回戦敗退    | 4回戦敗退    | UEFAヨーロッパリーグ     | ラウンド32          | ルイ・サハ                                | 15         |
| 2010-11  | プレミアリーグ | 38       | 13       | 15       | 10       | 51       | 45       | 54       | 7位      | 5回戦敗退    | 3回戦敗退    | –                        | –                   | ルイ・サハ ジャーメイン・ベックフォード   | 15         |
| 2011-12  | プレミアリーグ | 38       | 15       | 11       | 12       | 50       | 40       | 56       | 7位      | 準決勝敗退   | 4回戦敗退    | –                        | –                   | ニキツァ・イェラヴィッチ                  | 11         |
| 2012-13  | プレミアリーグ | 38       | 16       | 15       | 7        | 55       | 40       | 63       | 6位      | 準々決勝敗退 | 3回戦敗退    | –                        | –                   | マルアン・フェライニ                      | 12         |
| 2013-14  | プレミアリーグ | 38       | 21       | 9        | 8        | 61       | 39       | 72       | 5位      | 準々決勝敗退 | 3回戦敗退    | –                        | –                   | ロメル・ルカク                            | 16         |
| 2014-15  | プレミアリーグ | 38       | 12       | 11       | 15       | 48       | 50       | 47       | 11位     | 3回戦敗退    | 3回戦敗退    | UEFAヨーロッパリーグ     | ラウンド16          | ロメル・ルカク                            | 20         |
| 2015-16  | プレミアリーグ | 38       | 11       | 14       | 13       | 59       | 55       | 47       | 11位     | 準決勝敗退   | 準決勝敗退   | –                        | –                   | ロメル・ルカク                            | 25         |
| 2016-17  | プレミアリーグ | 38       | 17       | 10       | 11       | 62       | 44       | 61       | 7位      | 3回戦敗退    | 3回戦敗退    | –                        | –                   | ロメル・ルカク                            | 26         |
| 2017-18  | プレミアリーグ | 38       | 13       | 10       | 15       | 44       | 58       | 49       | 8位      | 3回戦敗退    | 4回戦敗退    | UEFAヨーロッパリーグ     | GS敗退              | ウェイン・ルーニー                        | 11         |
| 2018-19  | プレミアリーグ | 38       | 15       | 9        | 14       | 54       | 46       | 54       | 8位      | 4回戦敗退    | 3回戦敗退    | –                        | –                   | ギルフィ・シグルズソン リシャルリソン     | 14         |
| 2019-20  | プレミアリーグ | 38       | 13       | 10       | 15       | 44       | 56       | 49       | 12位     | 3回戦敗退    | 準々決勝敗退 | –                        | –                   | カルバート＝ルーウィン リシャルリソン     | 15         |
| 2020-21  | プレミアリーグ | 38       | 17       | 8        | 13       | 47       | 48       | 59       | 10位     | 準々決勝敗退 | 準々決勝敗退 | –                        | –                   | カルバート＝ルーウィン                    | 21         |
| 2021-22  | プレミアリーグ | 38       | 11       | 6        | 21       | 43       | 66       | 39       | 16位     | 準々決勝敗退 | 3回戦敗退    | –                        | –                   | リシャルリソン                            | 11         |
| 2022-23  | プレミアリーグ | 38       | 8        | 12       | 18       | 34       | 57       | 36       | 17位     | 3回戦敗退    | 3回戦敗退    | –                        | –                   | ドワイト・マクニール                      | 7          |
| 2023-24  | プレミアリーグ | 38       | 13       | 9        | 16       | 40       | 51       | 40       | 15位     | 4回戦敗退    | 優勝         | –                        | –                   | カルバート＝ルーウィン                    | 8          |
| 2024-25  | プレミアリーグ | 38       | 11       | 15       | 12       | 42       | 44       | 48       | 13位     | 4回戦敗退    | 3回戦敗退    | -                        |                     | イリマン・エンジアイ                      | 9          |

1. ↑  財務規定違反により勝ち点8が剥奪された

## 記録
2017年12月7日現在

### 欧州での記録
| 大会                       | 試 | 勝 | 分 | 敗 | 得  | 失 | 差  | 勝率   |
| -------------------------- | -- | -- | -- | -- | --- | -- | --- | ------ |
| UEFAチャンピオンズリーグ   | 10 | 2  | 5  | 3  | 14  | 10 | +4  | 020.00 |
| UEFAヨーロッパリーグ       | 52 | 27 | 8  | 17 | 87  | 64 | +23 | 051.92 |
| UEFAカップウィナーズカップ | 17 | 11 | 4  | 2  | 25  | 9  | +16 | 064.71 |
| 総通算                     | 79 | 40 | 17 | 22 | 126 | 84 | +42 | 050.63 |

| 大会                                 | 試 | 勝 | 分 | 敗 | 得 | 失 | 差 | 勝率   |
| ------------------------------------ | -- | -- | -- | -- | -- | -- | -- | ------ |
| インターシティーズ・フェアーズカップ | 12 | 7  | 2  | 3  | 22 | 15 | +7 | 058.33 |
| 総通算                               | 12 | 7  | 2  | 3  | 22 | 15 | +7 | 058.33 |

### 欧州の成績
| シーズン | 大会                                 | ラウンド   | 対戦相手                         | ホーム | アウェー | 合計        |  |
| -------- | ------------------------------------ | ---------- | -------------------------------- | ------ | -------- | ----------- |  |
| 1962-63  | インターシティーズ・フェアーズカップ | 1回戦      | ダンファームリン・アスレティック | 1-0    | 0-2      | 1-2         |  |
| 1963-64  | UEFAチャンピオンズカップ             | 予備戦     | インテル                         | 0-0    | 0-1      | 0-1         |  |
| 1964-65  | インターシティーズ・フェアーズカップ | 1回戦      | ヴォレレンガ・フォトバル         | 5-2    | 4-2      | 9-4         |  |
| 1964-65  | インターシティーズ・フェアーズカップ | 2回戦      | キルマーノック                   | 4-1    | 2-0      | 6-1         |  |
| 1964-65  | インターシティーズ・フェアーズカップ | 3回戦      | マンチェスター・ユナイテッド     | 1-2    | 1-1      | 2-3         |  |
| 1965-66  | インターシティーズ・フェアーズカップ | 1回戦      | ニュルンベルク                   | 1-0    | 1-1      | 2-1         |  |
| 1965-66  | インターシティーズ・フェアーズカップ | 2回戦      | ウーイペシュト                   | 2-1    | 0-3      | 2-4         |  |
| 1966-67  | UEFAカップウィナーズカップ           | 1回戦      | オールボーBK                     | 2-1    | 0-0      | 2-1         |  |
| 1966-67  | UEFAカップウィナーズカップ           | 2回戦      | レアル・サラゴサ                 | 1-0    | 0-2      | 1-2         |  |
| 1970-71  | UEFAチャンピオンズカップ             | 1回戦      | ケフラヴィーク                   | 6-2    | 3-0      | 9-2         |  |
| 1970-71  | UEFAチャンピオンズカップ             | 2回戦      | ボルシアMG                       | 1-1    | 1-1      | 2-2 (4-3 p) |  |
| 1970-71  | UEFAチャンピオンズカップ             | 準々決勝   | パナシナイコス                   | 1-1    | 0-0      | 1-1 (a)     |  |
| 1975-76  | UEFAカップ                           | 1回戦      | ミラン                           | 0-0    | 0-1      | 0-1         |  |
| 1978-79  | UEFAカップ                           | 1回戦      | フィン・ハープス                 | 5-0    | 5-0      | 10-0        |  |
| 1978-79  | UEFAカップ                           | 2回戦      | デュクラ・プラハ                 | 2-1    | 0-1      | 2-2 (a)     |  |
| 1979-80  | UEFAカップ                           | 1回戦      | フェイエノールト                 | 0-1    | 0-1      | 0-2         |  |
| 1984-85  | UEFAカップウィナーズカップ           | 1回戦      | UCD                              | 1-0    | 0-0      | 1-0         |  |
| 1984-85  | UEFAカップウィナーズカップ           | 2回戦      | インテル・ブラチスラヴァ         | 1-0    | 3-0      | 4-0         |  |
| 1984-85  | UEFAカップウィナーズカップ           | 準々決勝   | フォルトゥナ・シッタート         | 3-0    | 2-0      | 5-0         |  |
| 1984-85  | UEFAカップウィナーズカップ           | 準決勝     | バイエルン・ミュンヘン           | 3-1    | 0-0      | 3-1         |  |
| 1984-85  | UEFAカップウィナーズカップ           | 決勝       | ラピード・ウィーン               | 3-1    | 3-1      | 3-1         |  |
| 1995-96  | UEFAカップウィナーズカップ           | 1回戦      | レイキャヴィーク                 | 3-1    | 3-2      | 6-3         |  |
| 1995-96  | UEFAカップウィナーズカップ           | 2回戦      | フェイエノールト                 | 0-0    | 0-1      | 0-1         |  |
| 2005-06  | UEFAチャンピオンズリーグ             | 予選3回戦  | ビジャレアル                     | 1-2    | 1-2      | 2-4         |  |
| 2005-06  | UEFAカップ                           | 1回戦      | ディナモ・ブカレスト             | 1-5    | 1-0      | 2-5         |  |
| 2007-08  | UEFAカップ                           | 1回戦      | メタリスト・ハルキウ             | 1-1    | 3-2      | 4-3         |  |
| 2007-08  | UEFAカップ                           | グループA  | ニュルンベルク                   | N/A    | 2-0      | 1位         |  |
| 2007-08  | UEFAカップ                           | グループA  | ゼニト                           | 1-0    | N/A      | 1位         |  |
| 2007-08  | UEFAカップ                           | グループA  | AZ                               | N/A    | 3-2      | 1位         |  |
| 2007-08  | UEFAカップ                           | グループA  | AEL                              | 3-1    | N/A      | 1位         |  |
| 2007-08  | UEFAカップ                           | ラウンド32 | ブラン                           | 6-1    | 2-0      | 8-1         |  |
| 2007-08  | UEFAカップ                           | ラウンド16 | フィオレンティーナ               | 2-0    | 0-2      | 2-2 (2-4 p) |  |
| 2008-09  | UEFAカップ                           | 1回戦      | スタンダール・リエージュ         | 2-2    | 1-2      | 3-4         |  |
| 2009-10  | UEFAヨーロッパリーグ                 | プレーオフ | シグマ・オロモウツ               | 4-0    | 1-1      | 5-1         |  |
| 2009-10  | UEFAヨーロッパリーグ                 | グループI  | ベンフィカ                       | 0-2    | 0-5      | 2位         |  |
| 2009-10  | UEFAヨーロッパリーグ                 | グループI  | BATEボリソフ                     | 0-1    | 2-1      | 2位         |  |
| 2009-10  | UEFAヨーロッパリーグ                 | グループI  | AEKアテネ                        | 4-0    | 1-0      | 2位         |  |
| 2009-10  | UEFAヨーロッパリーグ                 | ラウンド32 | スポルティングCP                 | 2-1    | 0-3      | 2-4         |  |
| 2014-15  | UEFAヨーロッパリーグ                 | グループH  | ヴォルフスブルク                 | 4-1    | 2-0      | 1位         |  |
| 2014-15  | UEFAヨーロッパリーグ                 | グループH  | クラスノダール                   | 0-1    | 1-1      | 1位         |  |
| 2014-15  | UEFAヨーロッパリーグ                 | グループH  | リール                           | 3-0    | 0-0      | 1位         |  |
| 2014-15  | UEFAヨーロッパリーグ                 | ラウンド32 | ヤングボーイズ                   | 3-1    | 4-1      | 7-2         |  |
| 2014-15  | UEFAヨーロッパリーグ                 | ラウンド16 | ディナモ・キーウ                 | 2-1    | 2-5      | 4-6         |  |
| 2017-18  | UEFAヨーロッパリーグ                 | 予選3回戦  | ルジョムベロク                   | 1-0    | 1-0      | 2-0         |  |
| 2017-18  | UEFAヨーロッパリーグ                 | プレーオフ | ハイドゥク・スプリト             | 2-0    | 1-1      | 3-1         |  |
| 2017-18  | UEFAヨーロッパリーグ                 | グループE  | アタランタ                       | 1-5    | 0-3      | 3位         |  |
| 2017-18  | UEFAヨーロッパリーグ                 | グループE  | アポロン・リマソール             | 2-2    | 3-0      | 3位         |  |
| 2017-18  | UEFAヨーロッパリーグ                 | グループE  | リヨン                           | 1-2    | 0-3      | 3位         |  |

## 現所属メンバー
プレミアリーグ2025-2026 開幕フォーメーション (4-2-3-1)
2025年8月20日現在
注：選手の国籍表記はFIFAの定めた代表資格ルールに基づく。
| No. | Pos. |                | 選手名                        |
| --- | ---- | -------------- | ----------------------------- |
| 1   | GK   | イングランド   | ジョーダン・ピックフォード    |
| 2   | DF   | スコットランド | ネイサン・パターソン          |
| 5   | DF   | イングランド   | マイケル・キーン ()           |
| 6   | DF   | イングランド   | ジェームス・ターコウスキー () |
| 7   | FW   | イングランド   | ドワイト・マクニール ()       |
| 9   | FW   | ポルトガル     | ベト ()                       |
| 10  | FW   | セネガル       | イリマン・エンジアイ ()       |
| 11  | FW   | フランス       | ティエルノ・バリー ()         |
| 12  | GK   | アイルランド   | マーク・トラヴァース          |
| 15  | DF   | アイルランド   | ジェイク・オブライエン        |
| 16  | DF   | ウクライナ     | ヴィタリー・ミコレンコ        |
| 17  | FW   | ポルトガル     | ユセフ・シェルミティ ()       |

| No. | Pos. |              | 選手名                              |
| --- | ---- | ------------ | ----------------------------------- |
| 18  | MF   | イングランド | ジャック・グリーリッシュ ()         |
| 22  | MF   | イングランド | キアナン・デューズバリー＝ホール () |
| 23  | DF   | アイルランド | シェイマス・コールマン ()           |
| 24  | MF   | アルゼンチン | カルロス・アルカラス                |
| 27  | MF   | セネガル     | イドリッサ・ゲイェ                  |
| 32  | DF   | イングランド | ジャラッド・ブランスウェイト        |
| 37  | MF   | イングランド | ジェームズ・ガーナー                |
| 39  | DF   | モロッコ     | アダム・アズヌ ()                   |
| 42  | MF   | イングランド | ティム・イロエグブナム ()           |
| 45  | MF   | イングランド | ハリソン・アームストロング          |
| 53  | GK   | イングランド | ハリー・タイラー                    |
| 62  | MF   | イングランド | タイラー・オニャンゴ ()             |
| --  | GK   | ウェールズ   | トム・キング                        |

※括弧内の国旗はその他保有国籍、もしくは市民権を示す。

### ローン移籍
in
注：選手の国籍表記はFIFAの定めた代表資格ルールに基づく。
| No. | Pos. |              | 選手名                                              |
| --- | ---- | ------------ | --------------------------------------------------- |
| 18  | MF   | イングランド | ジャック・グリーリッシュ (マンチェスター・シティ)() |

out
注：選手の国籍表記はFIFAの定めた代表資格ルールに基づく。
| No. | Pos. |  | 選手名 |
| --- | ---- |  | ------ |

## 歴代監督
| クラブ                                      | 国                                  | 就任           | 退任           | 記録 | 記録 | 記録 | 記録 | 記録   |
| クラブ                                      | 国                                  | 就任           | 退任           | 試   | 勝   | 分   | 敗   | 勝率   |
| ------------------------------------------- | ----------------------------------- | -------------- | -------------- | ---- | ---- | ---- | ---- | ------ |
| ビリー・ビンガム                            | 北アイルランドの旗                  | 1973年5月28日  | 1977年1月11日  | 172  | 64   | 55   | 53   | 037.21 |
| スティーブ・バーテンショー*                 | イングランドの旗                    | 1977年1月10日  | 1977年1月30日  | 4    | 0    | 2    | 2    | 000.00 |
| ゴードン・リー                              | イングランドの旗                    | 1977年1月30日  | 1981年5月31日  | 234  | 92   | 72   | 70   | 039.32 |
| ハワード・ケンドール                        | イングランドの旗                    | 1981年5月31日  | 1987年6月18日  | 338  | 183  | 78   | 77   | 054.14 |
| コリン・ハーベイ                            | イングランドの旗                    | 1987年6月19日  | 1990年10月30日 | 170  | 72   | 52   | 46   | 042.35 |
| ジミー・ガブリエル*                         | スコットランドの旗                  | 1993年11月3日  | 1993年11月3日  | 1    | 1    | 0    | 0    | 100.00 |
| ハワード・ケンドール                        | イングランドの旗                    | 1990年11月10日 | 1993年12月4日  | 162  | 63   | 40   | 59   | 038.89 |
| ジミー・ガブリエル*                         | スコットランドの旗                  | 1993年12月8日  | 1994年1月3日   | 7    | 0    | 1    | 6    | 000.00 |
| マイク・ウォーカー                          | ウェールズの旗                      | 1994年1月8日   | 1994年11月8日  | 35   | 6    | 11   | 18   | 017.14 |
| ジョー・ロイル                              | イングランドの旗                    | 1994年11月10日 | 1997年3月27日  | 123  | 48   | 39   | 36   | 039.02 |
| デーブ・ワトソン                            | イングランドの旗                    | 1997年4月5日   | 1997年5月11日  | 7    | 1    | 3    | 3    | 014.29 |
| ハワード・ケンドール                        | イングランドの旗                    | 1997年6月27日  | 1998年7月1日   | 42   | 11   | 13   | 18   | 026.19 |
| ウォルター・スミス                          | スコットランドの旗                  | 1998年7月1日   | 2002年3月13日  | 173  | 56   | 50   | 67   | 032.37 |
| デイヴィッド・モイーズ                      | スコットランドの旗                  | 2002年3月15日  | 2013年6月5日   | 516  | 217  | 139  | 160  | 042.05 |
| ロベルト・マルティネス                      | スペインの旗                        | 2013年8月17日  | 2016年5月12日  | 140  | 60   | 39   | 41   | 042.86 |
| デビッド・アンスワース*                     | イングランドの旗                    | 2016年5月15日  | 2016年5月15日  | 1    | 1    | 0    | 0    | 100.00 |
| ロナルド・クーマン                          | オランダの旗                        | 2016年6月14日  | 2017年10月23日 | 58   | 24   | 14   | 20   | 041.38 |
| デビッド・アンスワース*                     | イングランドの旗                    | 2017年10月24日 | 2017年11月30日 | 8    | 2    | 1    | 5    | 025.00 |
| サム・アラダイス                            | イングランドの旗                    | 2017年11月30日 | 2018年5月16日  | 26   | 10   | 7    | 9    | 038.46 |
| マルコ・シウバ                              | ポルトガルの旗                      | 2018年5月31日  | 2019年12月5日  | 60   | 24   | 12   | 24   | 040.00 |
| ダンカン・ファーガソン*                     | スコットランドの旗                  | 2019年12月5日  | 2019年12月21日 | 4    | 1    | 3    | 0    | 025.00 |
| カルロ・アンチェロッティ                    | イタリアの旗                        | 2019年12月21日 | 2021年6月1日   | 67   | 31   | 14   | 22   | 046.27 |
| ラファエル・ベニテス                        | スペインの旗                        | 2021年6月30日  | 2022年1月16日  | 22   | 7    | 5    | 10   | 031.82 |
| ダンカン・ファーガソン*                     | スコットランドの旗                  | 2022年1月16日  | 2022年1月31日  | 1    | 0    | 0    | 1    | 000.00 |
| フランク・ランパード                        | イングランドの旗                    | 2022年1月31日  | 2023年1月23日  | 43   | 12   | 8    | 23   | 027.91 |
| ショーン・ダイチ                            | イングランドの旗                    | 2023年1月30日  | 2025年1月9日   | 85   | 26   | 27   | 32   | 030.59 |
| レイトン・ベインズ* シェイマス・コールマン* | イングランドの旗 · アイルランドの旗 | 2025年1月9日   | 2025年1月11日  | 1    | 1    | 0    | 0    | 100.00 |
| デイヴィッド・モイーズ                      | スコットランドの旗                  | 2025年1月11日  |                | 0    | 0    | 0    | 0    | —      |

## 歴代所属選手

### GK
- ネヴィル・サウスオール 1981-1998
- ポール・ジェラード 1996-2004
- ナイジェル・マーティン 2003-2006
- イアイン・ターナー 2003-2011
- ジョン・ラディ 2005-2010
- ティム・ハワード 2006-2007, 2007-2016
- カルロ・ナッシュ 2008-2010
- マールテン・ステケレンブルフ 2016-2020

### DF
- マーティン・キーオン 1989-1993
- デイビッド・アンズワース 1991-2004
- マイケル・ボール 1996-2001
- リチャード・ダン 1996-2000
- マルコ・マテラッツィ 1998-1999
- ピーター・クラーク 1998-2004
- アベル・シャヴィエル 1999-2002
- デヴィッド・ウィアー 1999-2007
- マーク・ヒューズ 2000

- ギャリー・ネイスミス 2000-2007
- アレッサンドロ・ピストーネ 2000-2007
- トニー・ヒバート 2000-2016
- アラン・スタッブス 2001-2005
- ジョセフ・ヨボ 2002-2012
- ヌーノ・ヴァレンテ 2005-2009
- マッテオ・フェラーリ 2005-2006
- ジョリオン・レスコット 2006-2009
- ヨニー・ハイティンハ 2009-2014.1

### MF
- アラン・ボール・ジュニア 1966-1971
- トレヴァー・スティーヴン 1983-1989
- アンドレイ・カンチェルスキス 1995-1996
- オリヴィエ・ダクール 1998-1999
- ジョン・コリンズ 1998-2000
- マーク・ペンブリッジ 1999-2003
- スコット・ゲミル 1999-2004
- ニクラス・アレクサンデション 2000-2004
- ポール・ガスコイン 2000-2001
- アレックス・ニャルコ 2000-2004
- トーマス・グラベセン 2000-2005.1
- スティーヴ・ワトソン 2000-2005
- レオン・オズマン 2000-2016
- トビアス・リンデロート 2001-2004

- ケビン・キルバーン 2002-2006.8
- リー・カーズリー 2002-2008.5
- ティム・ケーヒル 2004-2012
- サイモン・デイヴィス 2005-2007
- アンディ・ファン・デル・メイデ 2005-2009
- ミケル・アルテタ 2005-2011
- フィル・ネヴィル 2005-2013
- ジャック・ロドウェル 2007-2012
- ダン・ゴスリング 2008.1-2010
- マルアン・フェライニ 2008-2013
- ディニャル・ビリャレトディノフ 2009-2012
- ランドン・ドノバン 2010.1-2010.3, 2012.1-2012.2

### FW
- ディキシー・ディーン 1925-1937
- デヴィット・ジョンソン 1969-1972, 1982-84
- ブライアン・キッド 1979-1980
- アンディ・グレイ 1983-1985
- ゲーリー・リネカー 1985-1986
- トニー・コッティ（英語版）　1988－1994
- ダニエル・アモカチ 1994-1996
- ケビン・キャンベル 1999-2005
- ダンカン・ファーガソン 2000-2006
- ウェイン・ルーニー 2001-2004, 2017-2018
- トマシュ・ラジンスキ 2001-2004
- ニック・チャドウィック 2001-2005
- ジェームス・マクファデン 2003-2008.1, 2011.10-2012
- マーカス・ベント 2004-2006.1

- ジェームズ・ヴォーン 2004-2011
- ジェームズ・ビーティー 2005.1-2007
- ヴィクター・アニチェベ 2005-2013
- アンディ・ジョンソン 2006-2008.7
- ヤクブ・アイェグベニ 2007-2011
- ルイ・サハ 2008-2012
- キーラン・アガード 2008-2011
- ニキツァ・イェラヴィッチ 2012-2014.1
- セオ・ウォルコット 2018.1-2021
- ロメル・ルカク 2014-2017
- アデモラ・ルックマン 2017-2019

## 表彰

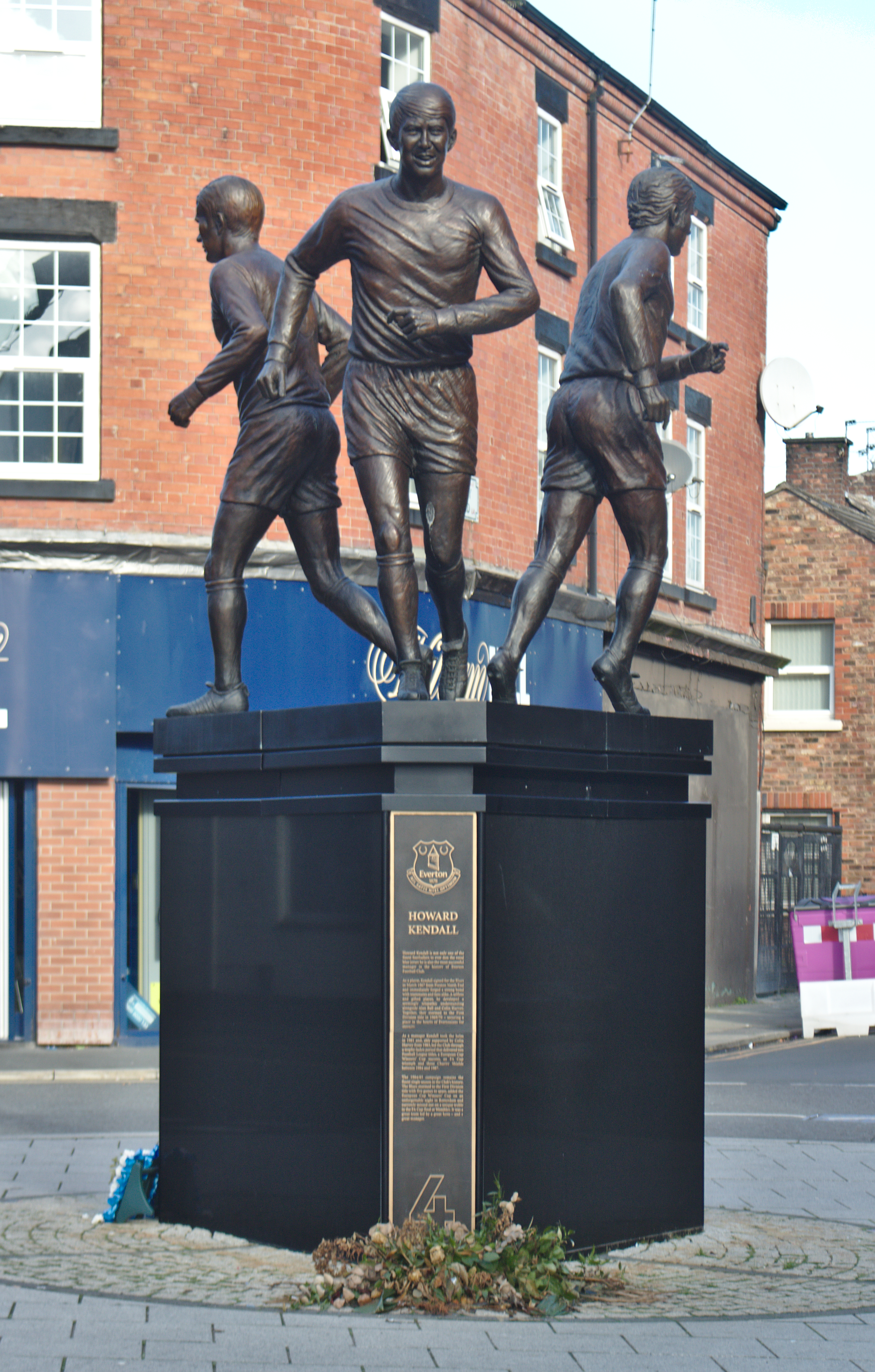
エバートンの聖三位一体の銅像

### エバートン・ジャイアンツ
以下はエバートンに多大な貢献をした "ジャイアンツ "とみなされている選手。クラブによって任命された委員会が2000年から毎シーズン新しい殿堂入りが発表された。
| 受賞年 | 名前                           | ポジション | 在籍期間           | 監督キャリア              | 出場 | 得点 |
| ------ | ------------------------------ | ---------- | ------------------ | ------------------------- | ---- | ---- |
| 2000   | ジャック・シャープ             | MF         | 1899–09            |                           | 342  | 80   |
| 2000   | サム・チェドジョイ             | MF         | 1910–25            |                           | 300  | 36   |
| 2000   | ディキシー・ディーン           | FW         | 1924–37            |                           | 433  | 383  |
| 2000   | テッド・サガール               | GK         | 1929–52            |                           | 500  | 0    |
| 2000   | トーマス・ジョージ・ジョーンズ | DF         | 1936–49            |                           | 178  | 5    |
| 2000   | デイブ・ヒクソン               | FW         | 1951–59            |                           | 243  | 111  |
| 2000   | アレックス・ヤング             | FW         | 1960–67            |                           | 272  | 89   |
| 2000   | ボブ・ラッチフォード           | FW         | 1973–80            |                           | 286  | 138  |
| 2000   | ネヴィル・サウスオール         | GK         | 1981–97            |                           | 751  | 0    |
| 2000   | デビッド・ワトソン             | DF         | 1986–99            | 1997 (暫定監督)           | 522  | 38   |
| 2000   | ハワード・ケンドール           | MF         | 1966–74, 1981      | 1981–87, 1990–93, 1997–98 | 274  | 30   |
| 2001   | アラン・ボール・ジュニア       | MF         | 1966–71            |                           | 251  | 79   |
| 2002   | レイ・ウィルソン               | DF         | 1964–68            |                           | 151  | 0    |
| 2003   | ケヴィン・ラトクリフ           | DF         | 1980–91            |                           | 461  | 2    |
| 2004   | ジョー・ロイル                 | FW         | 1966–74            | 1994–97                   | 275  | 119  |
| 2005   | グレアム・シャープ             | FW         | 1979–91            |                           | 447  | 159  |
| 2006   | ピーター・リード               | MF         | 1982–89            |                           | 234  | 13   |
| 2007   | コリン・ハーベイ               | MF         | 1963–74            | 1987–1990                 | 384  | 24   |
| 2008   | ゴードン・ウェスト             | GK         | 1962–72            |                           | 402  | 0    |
| 2009   | ハリー・カタリック             | FW         | 1946–51            | 1961–1973                 | 59   | 19   |
| 2010   | トレヴァー・スティーヴン       | MF         | 1983–89            |                           | 210  | 48   |
| 2011   | ダンカン・ファーガソン         | FW         | 1994–98, 2000–06   | 2019 (暫定監督)           | 240  | 62   |
| 2012   | ブライアン・ラボーン           | DF         | 1958–71            |                           | 451  | 2    |
| 2013   | デレク・テンプル               | FW         | 1957–67            |                           | 234  | 72   |
| 2014   | ボビー・コリンズ               | FW         | 1958–62            |                           | 133  | 42   |
| 2015   | ミチェル・ライオンズ           | DF         | 1971–82            |                           | 390  | 48   |
| 2016   | トミー・ライト                 | DF         | 1964–74            |                           | 373  | 4    |
| 2017   | ロイ・ヴァーノン               | FW         | 1960–65            |                           | 176  | 101  |
| 2018   | エイドリアン・ヒース           | FW         | 1982–88            |                           | 226  | 71   |
| 2019   | デヴィッド・アンスワース       | DF         | 1992–97, 1998–2004 | 2016, 2017 (暫定監督)     | 204  | 34   |
| 2020   | ゲーリー・スティーヴンス       | DF         | 1982–88            |                           | 208  | 8    |
| 2020   | パット・ヴァン・デン・ハウヴェ | DF         | 1984–89            |                           | 135  | 2    |

### 年間最優秀選手
| シーズン | クラブ年間最優秀選手                    | 選手選出年間最優秀選手                        | 年間最優秀若手選手                | 年間最優秀ゴール                        |
| -------- | --------------------------------------- | --------------------------------------------- | --------------------------------- | --------------------------------------- |
| 2006     | ミケル・アルテタ (MF)                   | ミケル・アルテタ (MF)                         | ジェームズ・マクファデン (MF)     | ジェームズ・ビーティー (FW)             |
| 2007     | ミケル・アルテタ (MF)                   | ジョリオン・レスコット (DF)                   | ジェームズ・ヴォーン (FW)         | ジェームズ・マクファデン (FW)           |
| 2008     | ジョリオン・レスコット (DF)             | ジョリオン・レスコット (DF)                   | ヴィクター・アニチェベ (FW)       | レオン・オズマン (MF)                   |
| 2009     | フィル・ジャギエルカ (DF)               | フィル・ジャギエルカ (DF)                     | マルアン・フェライニ (MF)         | ダン・ゴスリング (MF)                   |
| 2010     | スティーヴン・ピーナール (MF)           | レイトン・ベインズ (DF)                       | ジャック・ロドウェル (MF)         | ディニャル・ビリャレトディノフ (MF)     |
| 2011     | レイトン・ベインズ (DF)                 | レイトン・ベインズ (DF)                       | シェイマス・コールマン (DF)       | レイトン・ベインズ (DF)                 |
| 2012     | ヨン・ハイティンハ (DF)                 | シルヴァン・ディスタン (DF)                   | アポストロス・ヴェリオス (FW)     | フィリップ・ネヴィル (DF)               |
| 2013     | レイトン・ベインズ (DF)                 | レイトン・ベインズ (DF)                       | ロス・バークリー (MF)             | ケヴィン・ミララス (FW)                 |
| 2014     | シェイマス・コールマン (DF)             | シェイマス・コールマン (DF)                   | ロス・バークリー (MF)             | ロス・バークリー (MF)                   |
| 2015     | フィル・ジャギエルカ (DF)               | フィル・ジャギエルカ (DF)                     | ジョン・ストーンズ (DF)           | フィル・ジャギエルカ (DF)               |
| 2016     | ギャレス・バリー (MF)                   | ギャレス・バリー (MF)                         | ロメル・ルカク (FW)               | ロメル・ルカク (FW)                     |
| 2017     | ロメル・ルカク (FW)                     | ロメル・ルカク (FW)                           | トム・デイヴィス (MF)             | トム・デイヴィス (MF)                   |
| 2018     | ジョーダン・ピックフォード (GK)         | ジョーダン・ピックフォード (GK)               | ジョーダン・ピックフォード (GK)   | ウェイン・ルーニー (FW)                 |
| 2019     | リュカ・ディニュ (DF)                   | リュカ・ディニュ (DF) イドリッサ・ゲイェ (MF) | リシャルリソン (FW)               | ギルフィ・シグルズソン (MF)             |
| 2020     | リシャルリソン (FW)                     | メイソン・ホルゲート (DF)                     | メイソン・ホルゲート (DF)         | レイトン・ベインズ (DF)                 |
| 2021     | ドミニク・キャルバート＝ルーウィン (FW) | ドミニク・キャルバート＝ルーウィン (FW)       | ベン・ゴッドフリー (DF)           | リシャルリソン (FW)                     |
| 2022     | ジョーダン・ピックフォード (GK)         | アンソニー・ゴードン (MF)                     | アンソニー・ゴードン (MF)         | ヴィタリー・ミコレンコ (DF)             |
| 2023     | ジョーダン・ピックフォード (GK)         | アレックス・イウォビ (FW)                     | ドワイト・マクニール (FW)         | シェイマス・コールマン (DF)             |
| 2024     | ジョーダン・ピックフォード (GK)         | ジャラッド・ブランスウェイト (DF)             | ジャラッド・ブランスウェイト (DF) | ドミニク・キャルバート＝ルーウィン (FW) |
| 2025     | 未定                                    | 未定                                          | 未定                              | 未定                                    |